# Elemente (Zeitschrift)
Elemente war eine deutsche Zeitschrift. Die unregelmäßig erscheinende Zeitschrift deckte in ihren Ausgaben Themenbereiche der Neuen Rechten ab. Sie wurde 1986 gegründet und erschien bis 1998. Der Untertitel lautete Elemente der Metapolitik zur europäischen Wiedergeburt. Gleichnamige Zeitschriften erscheinen in Frankreich, Italien und Belgien.
Der Sitz der Zeitschrift war in Kassel. Eigentümer war das von verschiedenen Landesämtern für Verfassungsschutz als rechtsextrem eingestufte Thule-Seminar e.V. Deren Leiter Pierre Krebs stand auch der Redaktion vor, die Chefredaktion bestand aus Burkhart Weecke, Alain de Benoist, Guillaume Faye, Robert Hepp, Jordis von Lohausen und Michael Walker. Auch Sigrid Hunke war Redaktionsmitglied.
Als Organ des Thule-Seminars enthielt die Zeitschrift Hintergrundbeiträge zu verschiedenen ideologischen, kulturellen, philosophischen und historischen Fragen, wohingegen Aktuelles kaum eine Rolle spielte. Häufig wurde auf Ungleichheits- und Elitetheorien aller Art zurückgegriffen.
Philosophen wie Friedrich Nietzsche oder Theoretiker der Konservativen Revolution wie Carl Schmitt, Arthur Moeller van den Bruck oder Oswald Spengler wurden zitiert, wenn in den Artikeln wiederholt der Verfall liberaler Gesellschaften beklagt wurde. Versatzstücke ihres Denkens wurden ebenso zur Schaffung neurechter Visionen beschworen wie heidnische Riten und Mythologien. Mit ihren sehr spezifischen Themenstellungen und einem hohen theoretischen Anspruch erreichte Elemente nur eine kleine Leserschaft.